# Enem 2021
A edição de 2021 do Exame Nacional do Ensino Médio, realizada em 21 e 28 de novembro, foi marcada por controvérsias de ampla repercussão midiática. Com o menor número de inscritos desde 2005, quando  foi criticado pelo perfil mais elitista dos candidatos, com redução expressiva de pessoas de baixa renda. Inscritos da edição anterior isentos da taxa de inscrição que não compareceram por receio de se contaminarem com o COVID-19 não foram contemplados com esse benefício na edição de 2021, por não apresentarem uma justificativa amparada pelo edital do Exame; contudo, o Supremo Tribunal Federal determinou a concessão da isenção para essas pessoas e a reabertura das inscrições. Em novembro, às vésperas da prova, servidores do INEP, responsável pelo Exame, demitiram-se massivamente, revelando preocupações quanto a uma suposta manipulação ideológica por parte do governo.
Em 9 de fevereiro de 2022, o ministro da educação, Milton Ribeiro, anunciou em suas redes sociais a liberação das notas dos participantes dois dias antes do previsto, algo inédito na história do exame, porém os estudantes relataram instabilidades no site no momento da consulta.

## Baixo número de inscritos, elitização, isenção de alunos e reabertura das inscrições
O Enem é principal método de admissão para o ensino universitário no Brasil e, em 2020, registrou o maior número de abstenções da história, devido ao contexto da pandemia de COVID-19 no Brasil: 3 milhões de estudantes, ou 55% dos 5,5 milhões de inscritos, não compareceram à prova no segundo dia.  A edição de 2021 teve o menor número de inscritos confirmados em 16 anos, cerca de 3,1 milhões — a fim de comparação, o Exame teve mais de 8 milhões de inscritos em 2014 e 2016 — revelando, em particular, redução de participantes negros, pardos e de escola pública. Nesse cenário, o Enem 2021 foi classificado como "o mais elitista da história" pela deputada Tabata Amaral e como a "epígrafe do caos brasileiro", pela deputada Jandira Feghali, em sua coluna na Carta Capital. A Folha de S.Paulo destacou que a proporção de candidatos pardos, negros e de baixa renda é a menor da década, demonstrando a elitização.
Além da pandemia, atribuiu-se esse cenário à perda do benefício de isenção da taxa de inscrição, no valor de oitenta e cinco reais, para os estudantes que faltaram à edição anterior e não apresentaram justificativa. O ministro da Educação, Milton Ribeiro, declarou que 300 milhões de reais foram "jogados no lixo" com estudantes isentos que não participaram em 2020, gastos relacionados à impressão e distribuição das provas. As inscrições para o ENEM 2021 foram reabertas entre 14 e 26 de setembro, por decisão do Supremo Tribunal Federal (STF), apenas para aqueles com direito à isenção. Nesse ínterim, foram registradas novas 280 mil inscrições.  Dessa maneira, os participantes dessa segunda inscrição farão prova à parte, em 9 e 16 de janeiro, à mesma data de aplicação do ENEM PPL (pessoas privadas de liberdade).
Apesar da reabertura, o partido Rede Sustentabilidade e a ONG Educafro manifestaram-se afirmando que o Inep não estaria atendendo completamente ao STF, uma vez que apenas os isentos na edição anterior puderam participar da segunda inscrição. Além disso, solicitaram a ampla divulgação dessa reabertura por campanhas propagandísticas. Em resposta, Dias Toffoli determinou um prazo de 48 horas para o Instituto apresentar explicações quanto ao cumprimento da decisão. A instauração de um novo período de inscrições, no entanto, foi indeferida por Toffoli, uma vez que o escopo da decisão da Corte restringia-se a garantir a isenção para os participantes do Enem 2020 e impedir que fossem prejudicados pela pandemia.

## Crise de demissões do INEP e acusações de censura
O Enem 2021 foi perturbado por múltiplas acusações de interferência e pressões ideológicas do governo na elaboração da prova. Em 18 de janeiro de 2021, um dia após a realização da prova de Linguagens do Enem 2020, o presidente Jair Bolsonaro afirmou: “Você vê as provas do Enem, o banco de questões do Enem não é do meu governo, é de governos anteriores. Tem questões ridículas ainda, tratando do assunto, comparando mulher jogando futebol e homem: "Porque que a Marta ganha menos que o Neymar?”. A referida questão contrastava a disparidade salarial entre Neymar, que recebia cerca de 290 mil dólares por cada gol pela Seleção Brasileira de Futebol, e Marta, que recebia cerca de 4 mil dólares por gol. Em 3 de junho de 2021, o ministro da educação, Milton Ribeiro, criticou o sigilo na construção do Exame e manifestou o desejo de ter conhecimento desse processo. Maria Inês Fini, presidente do Inep entre 2016 e 2019, no Governo Michel Temer, criticou a instauração de um "filtro ideológico" à prova.
Em 9 de junho, na Câmara dos Deputados, Ribeiro afirmou ter abrido mão de consultar previamente as questões do Exame. Em 17 de junho, a Folha de S.Paulo publicou que estaria sendo formado no INEP um "tribunal ideológico", responsável por analisar os itens para evitar questões "subjetivas", como as criticadas pelo presidente da República. As tensões entre funcionários, que criticaram a interferência no Exame, e a gestão intensificaram-se nesse mês, culminando numa crise dentro do INEP.
Em novembro, uma série de demissões no INEP, Instituto Nacional de Estudos e Pesquisas Educacionais Anísio Teixeira, suscitou especulações quanto à realização da prova, que ocorre no mesmo mês, sobretudo quanto a uma suposta interferência política. A 4 de novembro, funcionários criticaram a gestão do Instituto, pois, segundo eles, o Enem seria aplicado sem o auxílio da "Equipes de Incidentes e Resposta", gerando "clima de insegurança e medo". No dia seguinte, 5 de novembro, exoneraram-se o coordenador-geral de exames e o coordenador-geral de logística da aplicação. A 8 de novembro de 2021, demitiram-se 35 servidores do Instituto, que alegaram "fragilidade técnica e administração da atual gestão do Inep". Primeiramente, um grupo de 13 pessoas anunciou sua exoneração, a que se juntaram, ulteriormente, 22 funcionários. Após as demissões, Danilo Dupas, o presidente do INEP, foi convocado à Comissão de Educação da Câmara dos Deputados, e negou riscos para a aplicação da prova.
A seguir, a 14 de novembro, demissionários, em entrevista ao Fantástico, acusaram a Diretoria de Avaliação da Educação Básica, dirigida por Anderson Oliveira, de solicitar a remoção de questões da prova que, segundo eles, tratavam da "história recente do país". Além disso, queixaram-se de pressões ideológicas, tentativas de intimidação e vigilância durante o trabalho de elaboração do Enem. A 15 de novembro, em viagem a Dubai, Jair Bolsonaro disse: "começam agora a ter a cara do governo as questões da prova do Enem". No dia seguinte, Milton Ribeiro, ministro da Educação, declarou que as demissões foram por obra de "questão administrativa, de pagamento ou não de gratificação". Na mesma ocasião, negou qualquer censura política ao Exame por parte do governo, a despeito do declarado pelo presidente da República e pelos demissionários.
A prova de Ciências Humanas e Linguagens do ENEM, realizada em 21/11, veiculou questões sobre Friedrich Engels, encarceramento em massa, direitos indígenas, objetificação da mulher, além de um trecho da música Admirável Gado Novo, de Zé Ramalho. A prova não apresentou questões sobre o regime militar. O tema da redação foi "invisibilidade e registro civil: garantia de acesso à cidadania no Brasil". Apesar das denúncias, a avaliação entre importantes veículos de comunicação foi de que essa edição manteve-se coerente com o apresentado nos anos anteriores. Segundo, o El País, a prova manteve a integridade e, de acordo com a Folha de S.Paulo, uma questão da prova, que havia sido removida por coação externa, retornou para sopesar a dificuldade. No dia seguinte, Jair Bolsonaro criticou "questões de ideologia", e reiterou que não houve ingerência na formulação da prova.

## Banco de questões
O Banco Nacional de Itens (BNI) é uma plataforma do INEP responsável pelas questões de exames como o ENEM, Encceja, Enade, Revalida, entre outros. Em agosto de 2021, Anderson Oliveira, que viria posteriormente a ser acusado de participar de censura no Enem 2021, solicitou um estudo sobre a terceirização da formulação dos itens, devido à baixa quantidade de questões e alegando obsolescência no BNI. A Assinep, Associação de Servidores do INEP, classificou essa possibilidade como "desmonte" da autarquia.